# アレクサンドル・キセリョフ

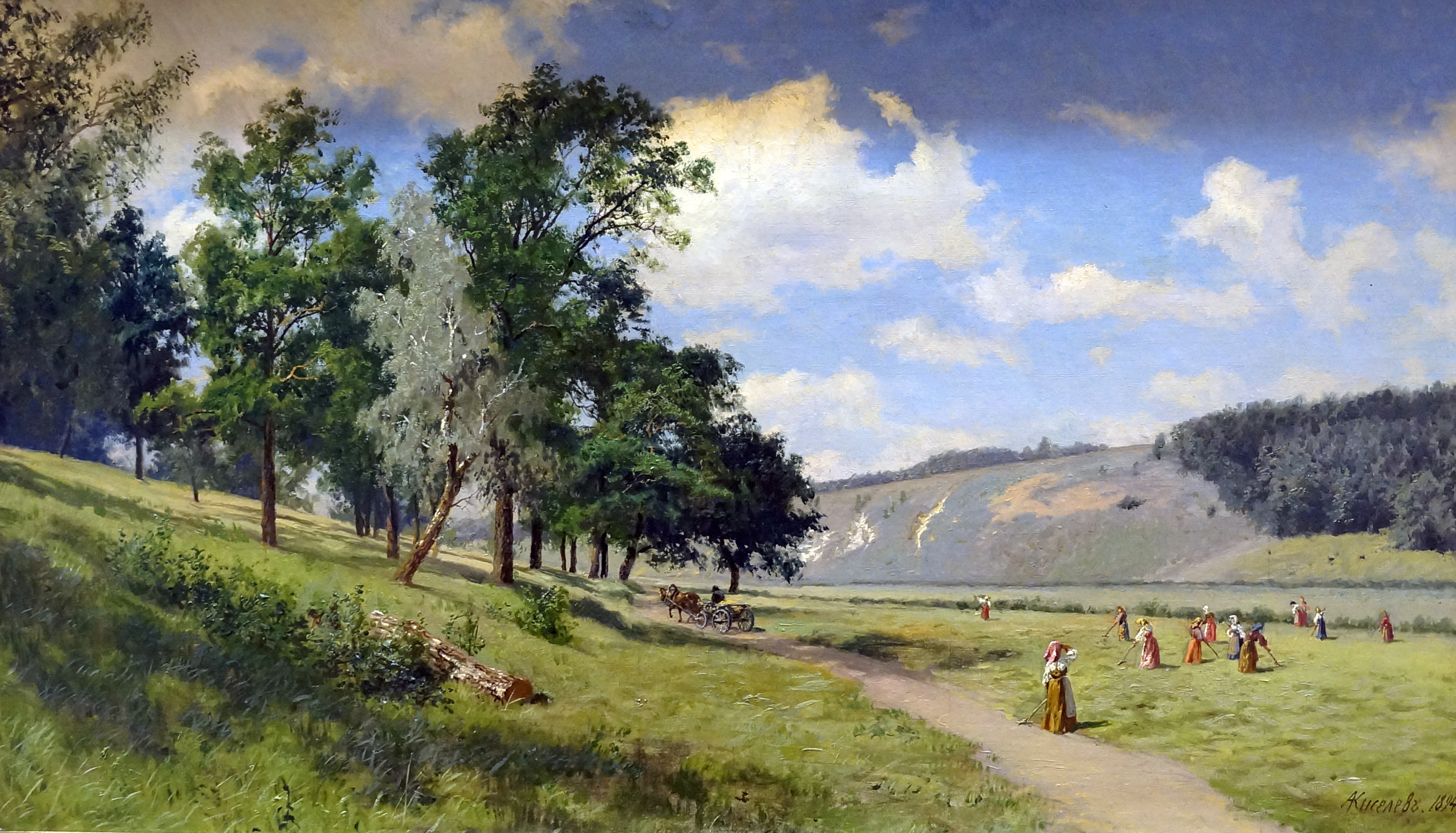
アレクサンドル・キセリョフ作「藁束作り」(1894)、ソチ美術館蔵

アレクサンドル・アレクサンドロヴィチ・キセリョフ（Александр Александрович Киселёв、 ラテン文字転写: Alexander Alexandrovich Kiselyov、1838年6月6日 - 1911年1月20日）は、ロシアの画家、美術教師である。風景画を描いた。

## 略歴
フィンランドの首都ヘルシンキ市内のロシアのスオメンリンナの要塞（旧称スヴェアボリ要塞）で、ロシア将校の息子に生まれた。ノヴゴロドの士官候補生学校を卒業し、1852年からはサンクトペテルブルク士官候補生になるが、退役し1858年にサンクトペテルブルク帝国大学で歴史や言語学を学び、1861年に学生騒擾で大学が一時閉鎖されると、サンクトペテルブルク帝国美術アカデミーの臨時学生になり、1862年に正式の学生になり、1863年からソクラート・ヴォロビエフ（Сокра́т Макси́мович Воробьёв: 1817-1888）に学んだ。ノヴゴロド県の風景画で、彼はアカデミーから銀メダルを受賞し、1864年にアカデミーを卒業した。翌年、結婚してハリコフに移り、ハリコフの銀行で働いた。
1875年に「移動派」(Peredvizhniki)のメンバーになり、2年後にモスクワに移り、女子校で教えた。長年にわたり、彼はロシアやコーカサスを放浪し、スケッチを作成しモスクワの自宅に戻って油絵に仕上げた。1893年にアカデミーの正会員に選ばれ、1897年に教授になった。
1906年、ヴォログダで、「北ロシア地域美術愛好者サークル（Северный кружок любителей изящных искусств）」の創設者の一人となり、この組織は、若い芸術家たちがアカデミーに作品を出展するのを支援した。
1911年にサンクトペテルブルクで亡くなった。

## 作品

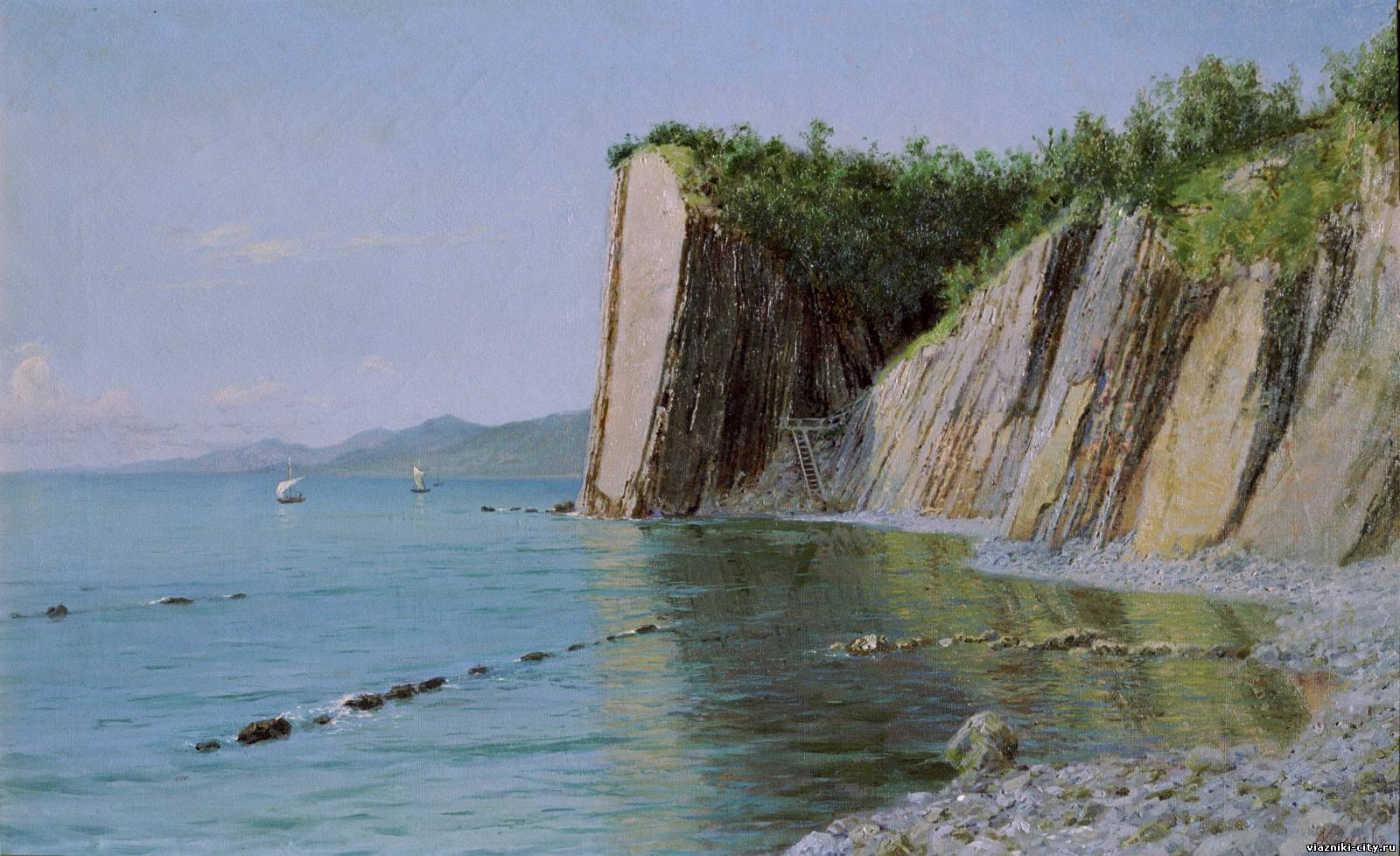
黒海のキセリョフの岩
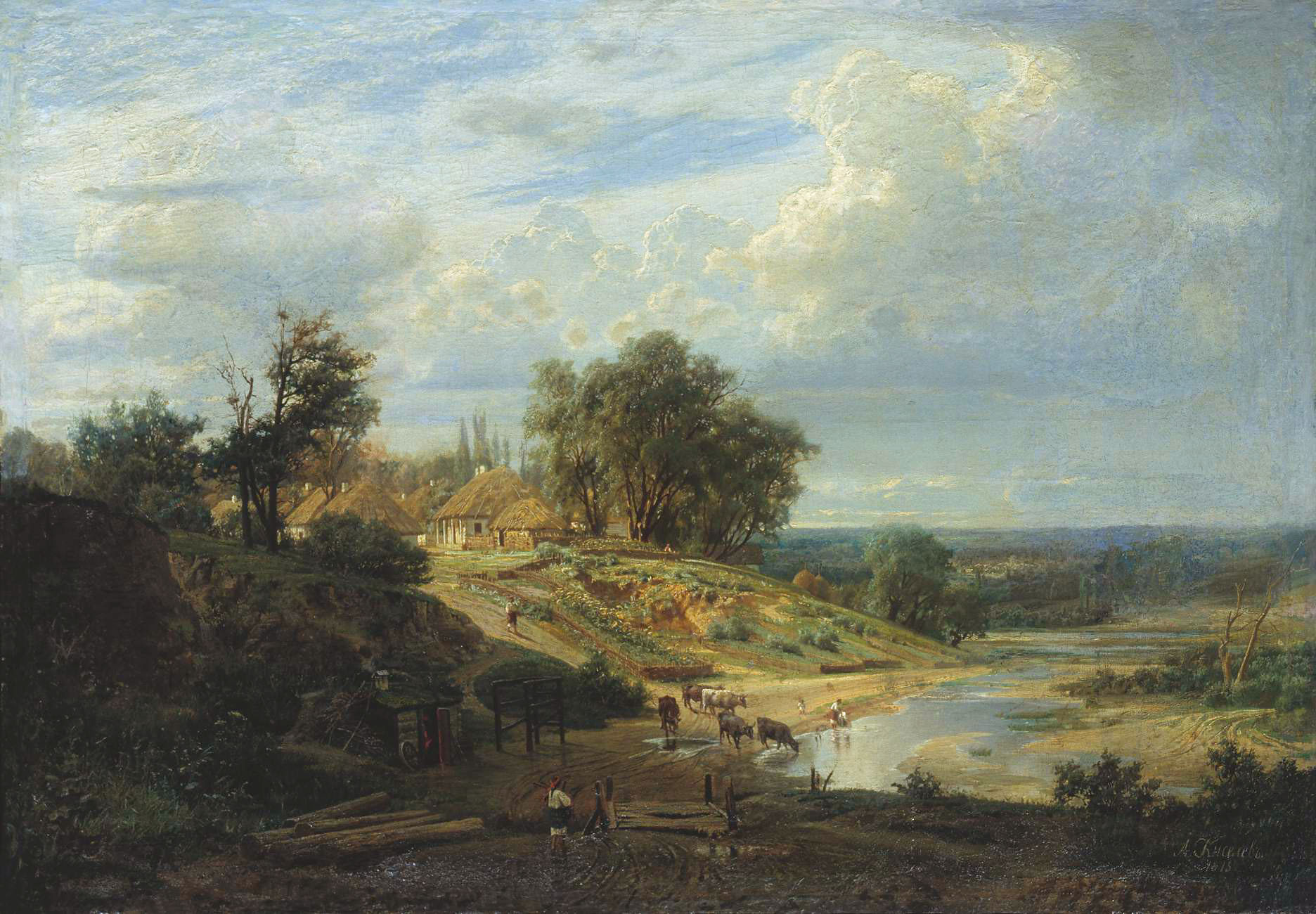
ハリコフ周縁の風景 (1875)
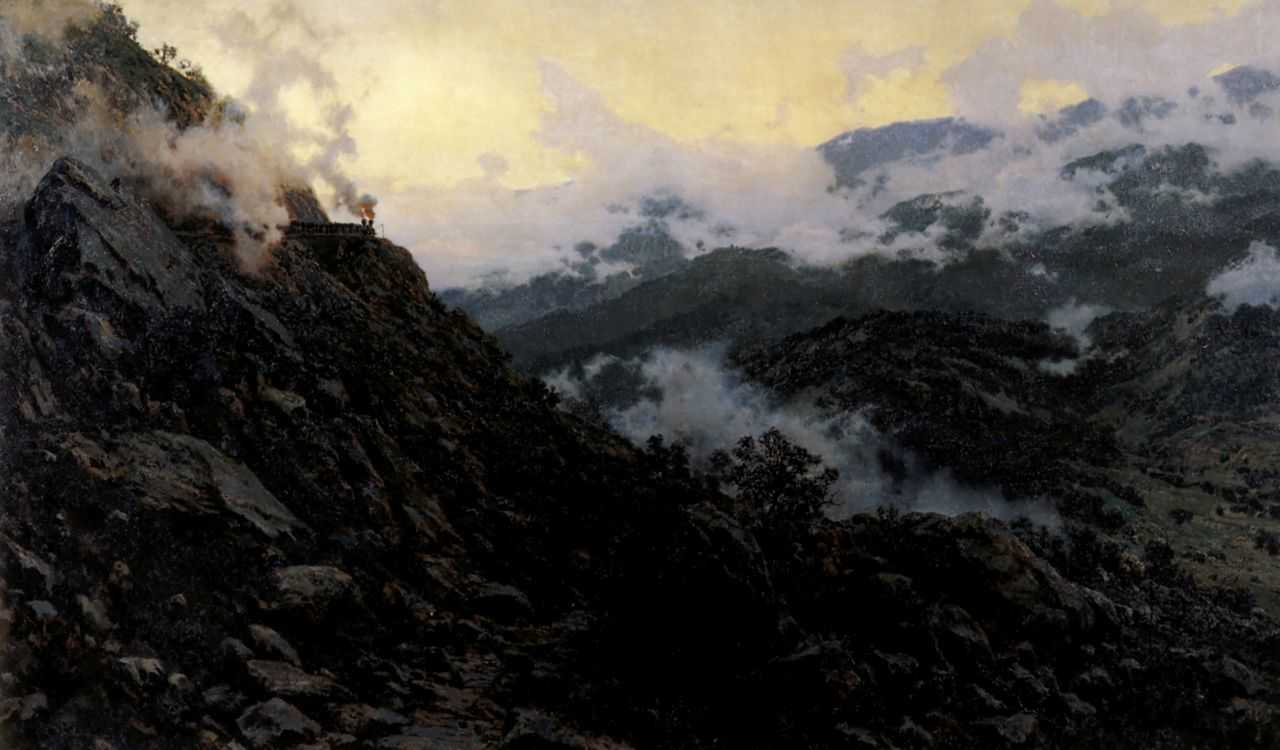
リヒ山脈の小道
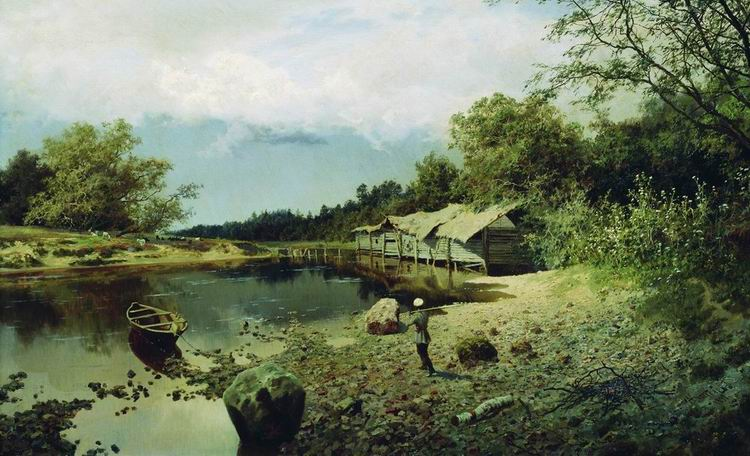
忘れられた製粉所 (1891)